# Basilique-cathédrale Notre-Dame de Québec
Cette  cathédrale et basilique ne doit pas être confondue avec une autre cathédrale de Québec.
 D’autres édifices religieux sont nommés basilique Notre-Dame et cathédrale Notre-Dame.
La basilique-cathédrale Notre-Dame de Québec est l'église primatiale du Canada et le siège de l'archidiocèse de Québec. Elle est située dans l'arrondissement historique du Vieux-Québec à Québec, accolée au Séminaire de Québec, face à l’hôtel de ville de Québec et bordée par la rue De Buade. Elle a été classée monument historique en 1966.
Notre-Dame de Québec est le plus ancien siège diocésain en Amérique au nord du Mexique. C'est aussi l'église de la plus vieille paroisse d'Amérique du Nord. Elle est la première église à être élevée au rang de basilique mineure par le pape Pie IX le 28 août 1874.

## Histoire

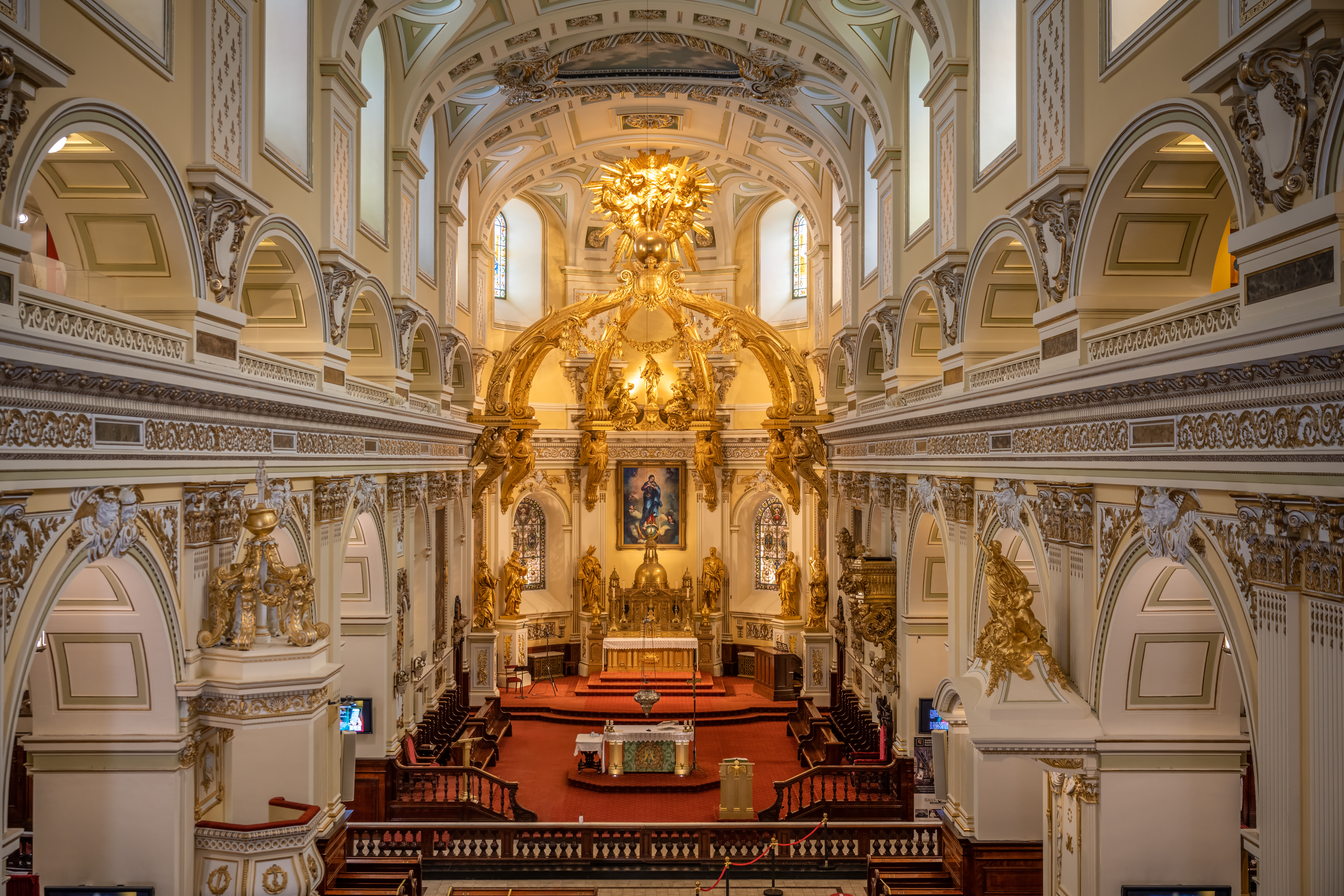
Le chœur de la basilique-cathédrale.

### XVIIe-XIXesiècles
La première construction à l'emplacement actuel de la cathédrale date de 1647 sous le nom d'église Notre-Dame-de-la-Paix, la première messe y est célébrée en 1650. En 1664 est érigée la paroisse Notre-Dame-de-l'Immaculée-Conception.
Après la création du diocèse de Québec (recouvrant alors toute la Nouvelle-France) en 1674, l'embellissement de l'église devenue cathédrale est effectuée selon les plans de l'architecte Claude Baillif (en) (1635-1698) à l'époque de l'évêque François de Montmorency-Laval. Un nouvel agrandissement est ensuite effectué sous la direction de Gaspard-Joseph Chaussegros de Léry de 1744 à 1749.
La cathédrale est ensuite détruite deux fois. Elle est tout d'abord ravagée par le bombardement des Britanniques lors du siège de Québec de 1759 et est reconstruite à partir de 1766 selon les plans de Chaussegros de Léry tout en allongeant le sanctuaire. Le clocher, auquel s'ajoute un second lanternon, est reconstruit par Jean Baillairgé vers 1771. Jean et son fils François Baillairgé réalisent de 1787 à 1793 les éléments intérieurs: retables, baldaquin, statues et trône de l'évêque. Le maître-autel (1797) et le banc d'œuvre (1799) sont réalisés par François.
La façade principale est refaite en 1843-1844 sur des plans de l'architecte Thomas Baillairgé, fils de François, présentés dès 1829. De style néo-classique, elle est cependant restée inachevée ; des deux tours prévues, seule la tour nord est construite, mais amputée de son clocher en raison de la faiblesse des fondations. Une restauration majeure est réalisée de 1920 à 1922 par les architectes Georges-Émile Tanguay et Raoul Chênevert.

### XXe-XXIesiècles
Cependant, le 22 décembre 1922 l’église est à nouveau dévastée par un incendie. Il ne subsiste que la maçonnerie. On débute la restauration et la construction de l’église actuelle dès 1923 à partir des plans originaux et de photographies anciennes, sous la direction de Chênevert et de l'architecte Maxime Roisin. Les travaux sont terminés en 1930. La crypte est réalisée en 1959 par l'architecte André Gilbert. Les sépultures de la plupart des évêques de Québec et de quatre gouverneurs de la Nouvelle-France y sont réunies.
La basilique-cathédrale est classée Monument historique le 23 juin 1966. Elle est désignée lieu historique national du Canada le 1er janvier 1989.
En 2014, ce lieu a reçu une Porte Sainte, la première à l'extérieur de l'Europe, en l'honneur du 350e anniversaire de la paroisse Notre-Dame de Québec.
L'intérieur ressemble à celui de la basilique Notre-Dame-des-Victoires de Paris.

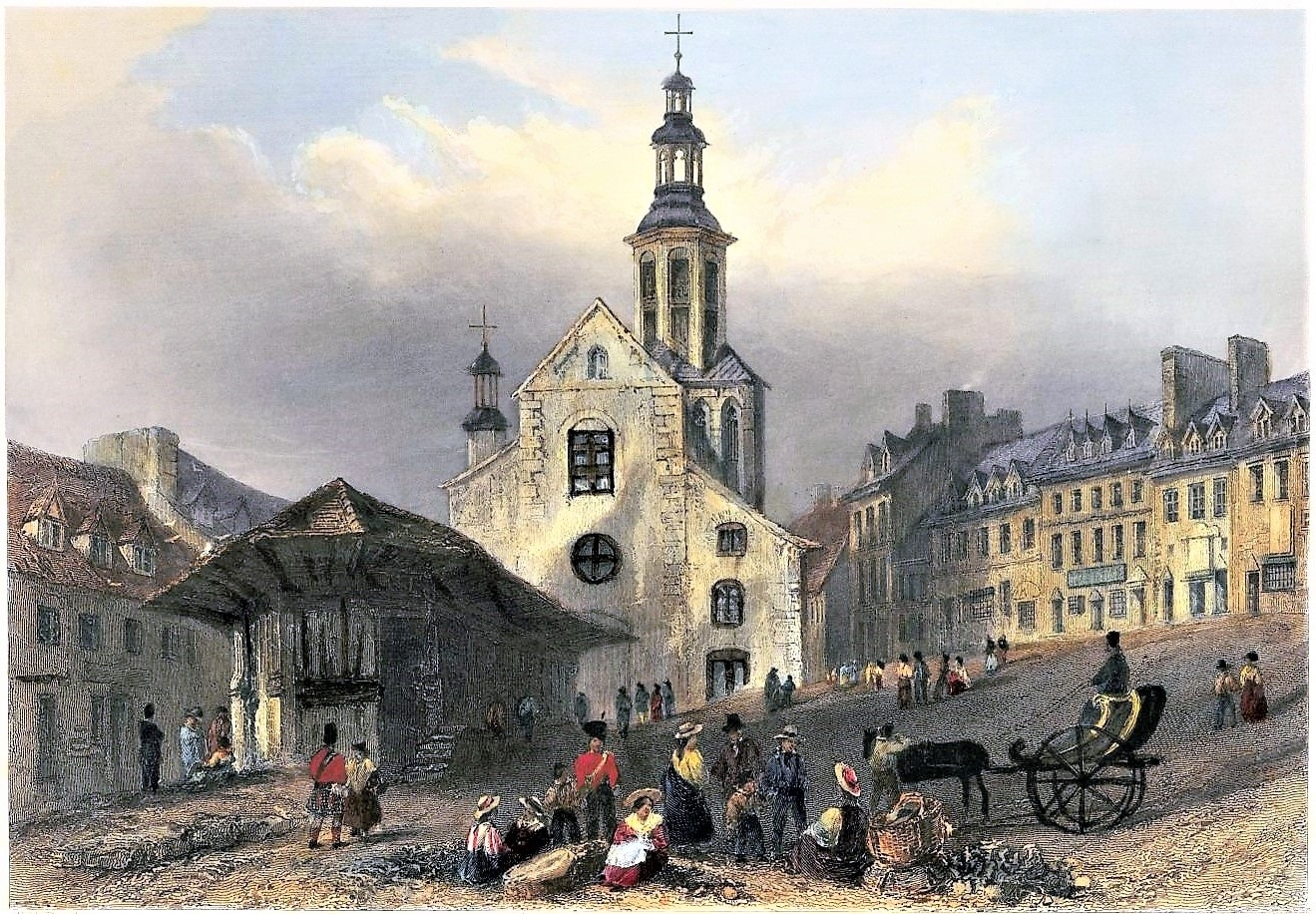
La cathédrale v. 1839-1842 sur la place du Marché.
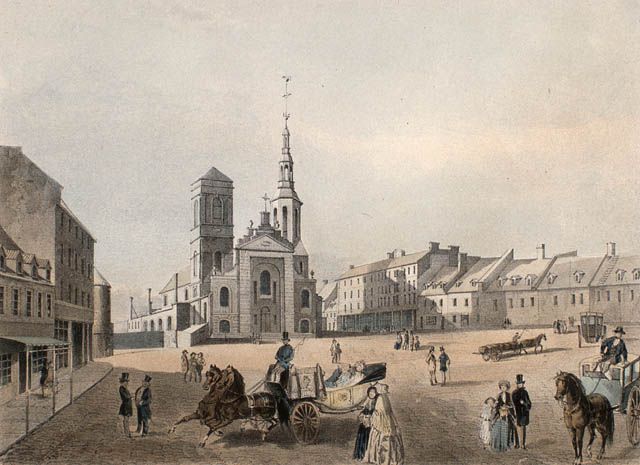
La nouvelle façade de 1844 vue en 1850.
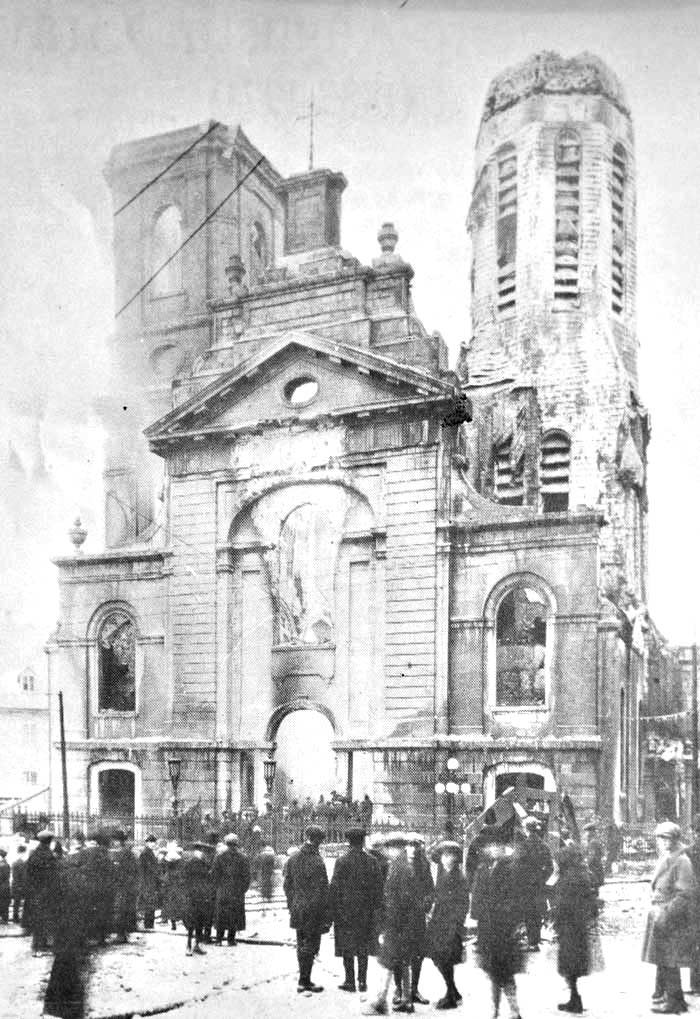
Incendie du 22 décembre 1922.

## Porte Sainte
La basilique-cathédrale Notre-Dame de Québec est le lieu de la première Porte Sainte en Amérique, soit la première hors de l'Europe et la septième dans le Monde. Elle fut inaugurée en le dimanche 8 décembre 2013, jour de la solennité de l'Immaculée Conception, lors de l'ouverture des fêtes du 350e anniversaire de la paroisse Notre-Dame de Québec : église-mère et première paroisse catholique d'Amérique du Nord, au Nord du Mexique et des colonies espagnoles, et siège primatiale de l'Église catholique qui est en Canada.

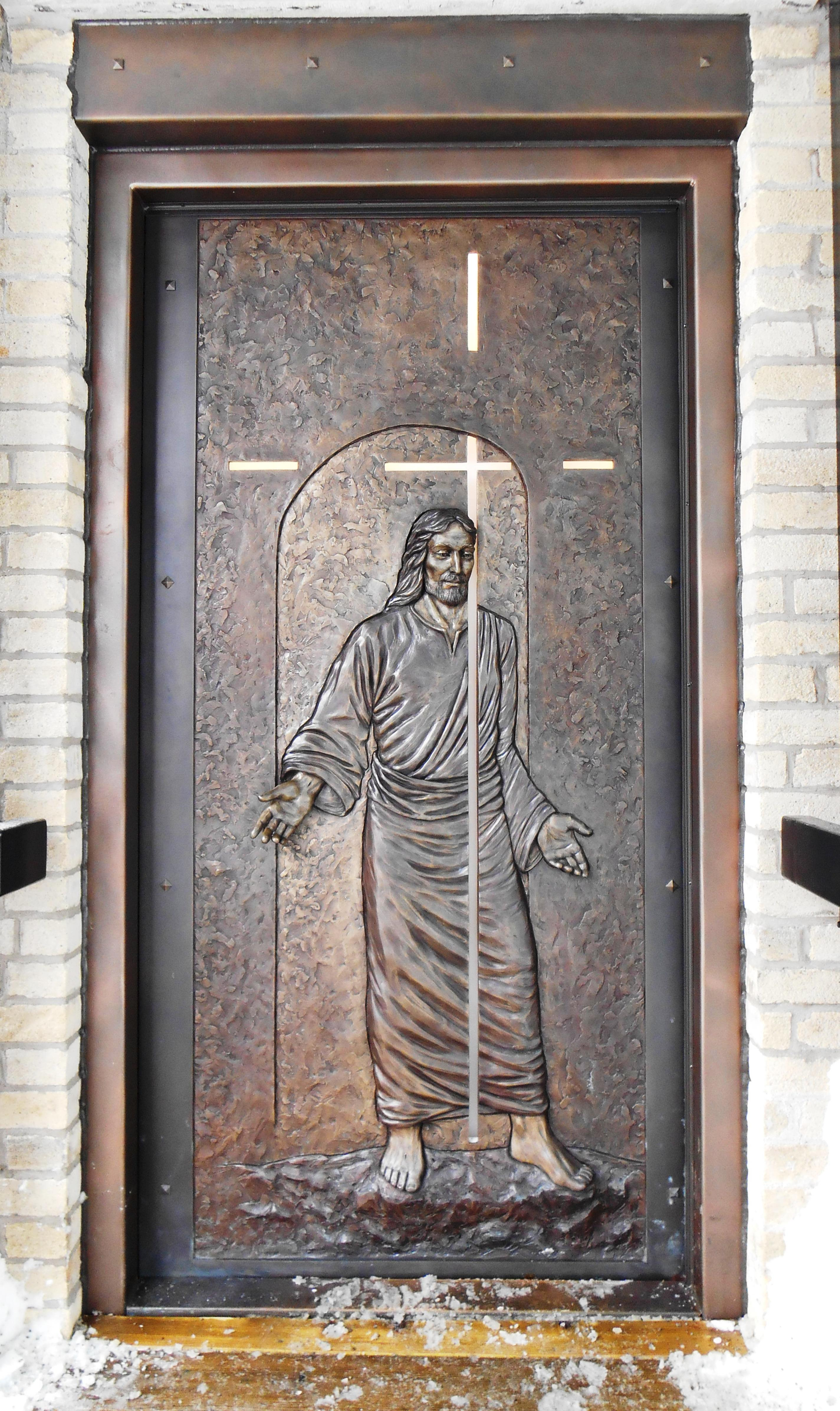
Extérieur.
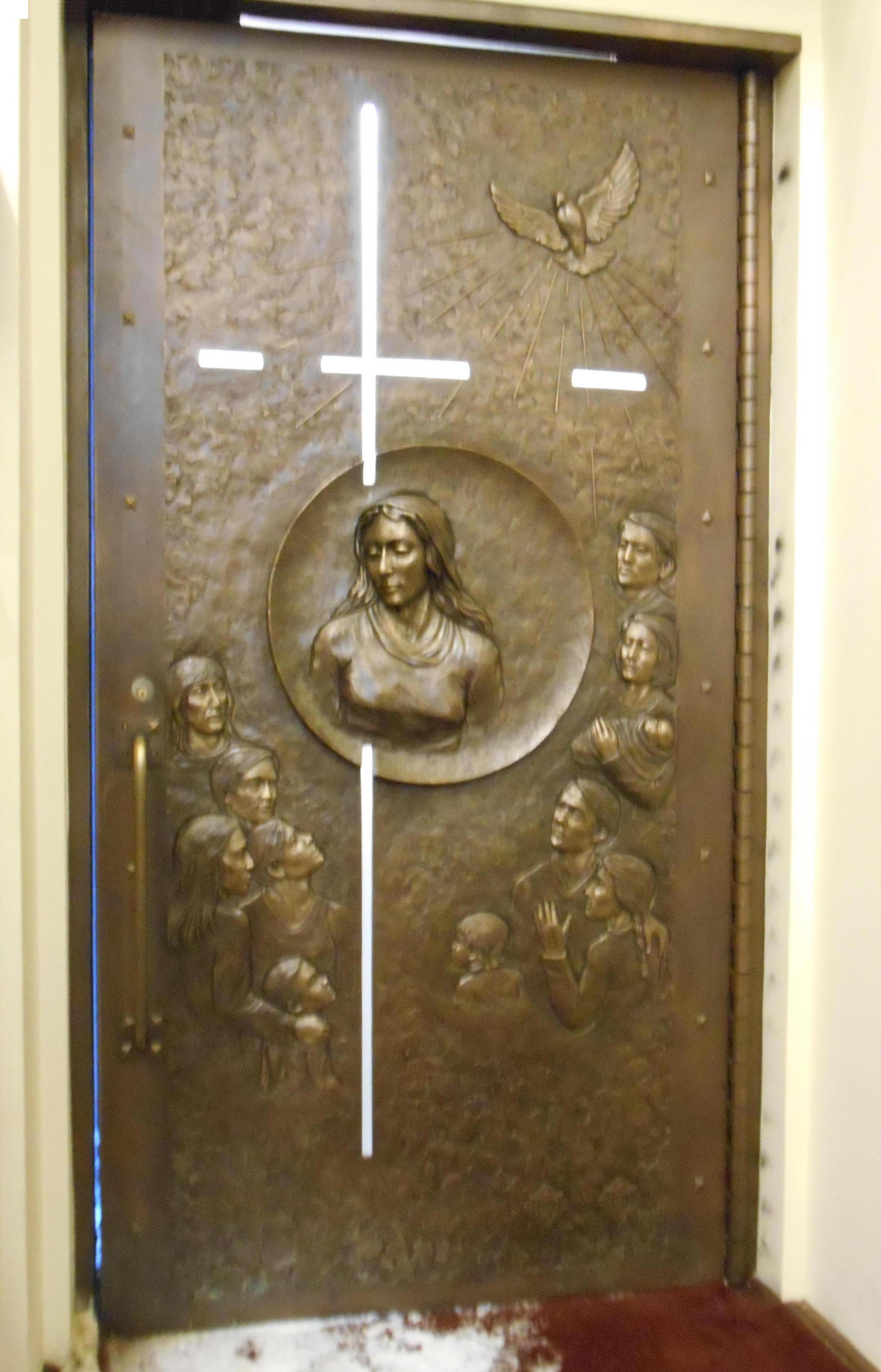
Intérieur.

## Personnalités inhumées dans la crypte

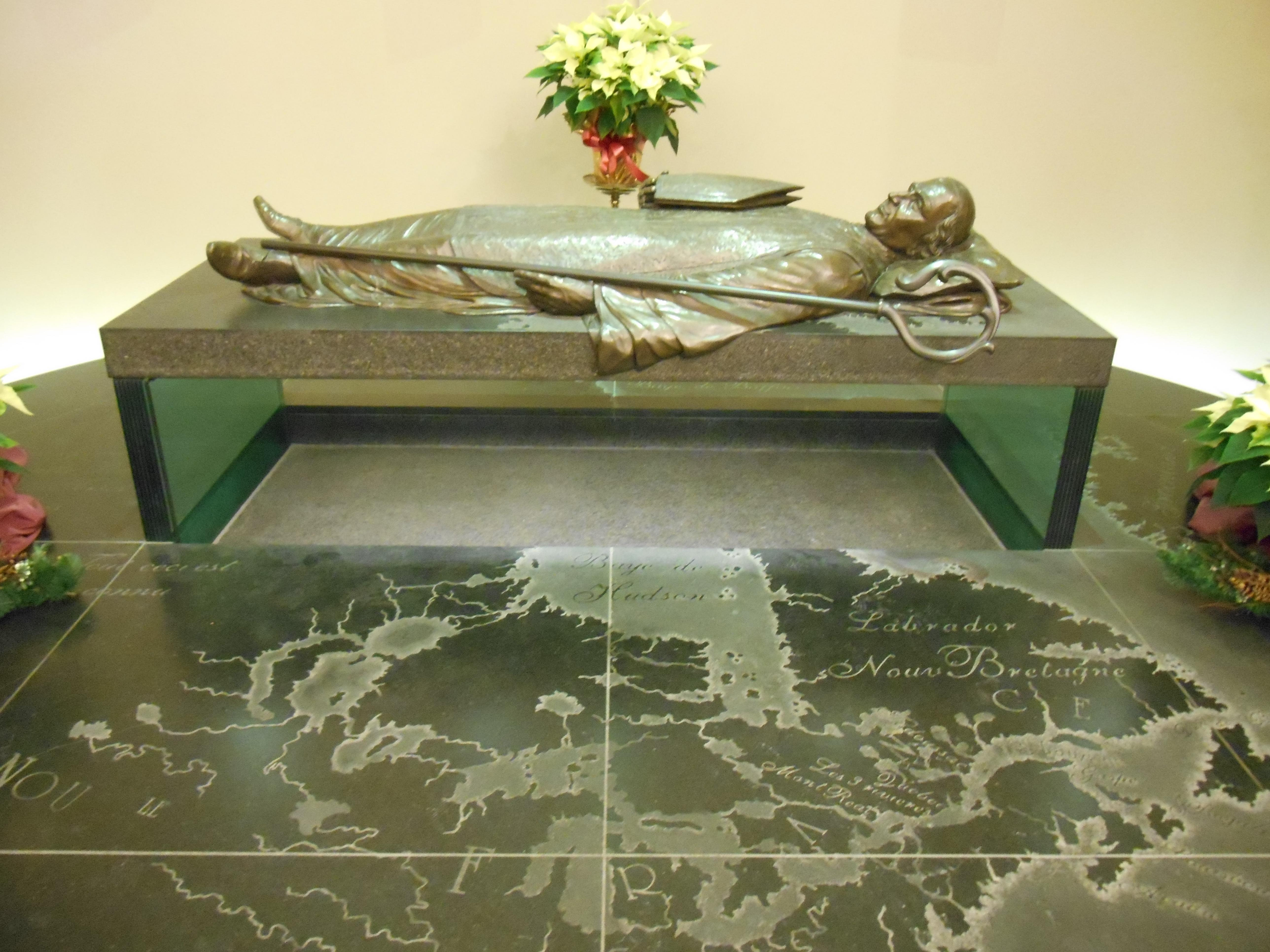
Le tombeau de François de Laval.

De nombreuses personnalités, ecclésiastiques et laïques, sont enterrées dans la crypte située sous la basilique-cathédrale :
On y trouve notamment les sépultures de quatre importants gouverneurs de la Nouvelle-France :
- Louis du Buade, comte de Palluau et de Frontenac (1622-1698), gouverneur de 1672 à 1682 et de 1689 à 1698 ;
- Louis-Hector, chevalier de Callières (1648-1703), gouverneur de 1699 à 1703 ;
- Jacques-Pierre de Taffanel de La Jonquière (1685-1752), marquis de la Jonquière, gouverneur de 1749 à 1752 ;
- Philippe de Rigaud de Vaudreuil (1643-1725), marquis de Vaudreuil, gouverneur de 1703 à 1714 et de 1716 à 1725.

Les évêques de Québec sont aussi inhumés dans la crypte.
Parmi eux, le premier évêque de la Nouvelle-France et saint catholique, François de Laval (1623-1708) (en poste de 1674 à 1688), repose à l’intérieur de la basilique-cathédrale.